# Aristotle és Dante a világmindenség titkainak nyomában (film)
Az Aristotle és Dante a világmindenség titkainak nyomában (eredeti cím: Aristotle and Dante Discover the Secrets of the Universe) 2022-es amerikai romantikus filmdráma, amelyet Aitch Alberto írt és rendezett Benjamin Alire Sáenz azonos című 2012-es regénye alapján. A főbb szerepekben Max Pelayo, Reese Gonzales, Verónica Falcón, Kevin Alejandro, Eva Longoria és Eugenio Derbez látható.
Világpremierje a 47. Torontói Nemzetközi Filmfesztiválon volt 2022. szeptember 9-én. Az Amerikai Egyesült Államokban 2023. szeptember 8-án került a mozikba a Blue Fox Entertainment forgalmazásában. Magyarországon az HBO Max mutatta be 2024. március 8-án.

## Cselekmény
El Paso, 1987: Aristotle „Ari” Mendoza egy mogorva tinédzser, akit frusztrál, hogy szülei nem hajlandók beszélni neki börtönben ülő bátyjáról, Bernardóról. Ari egy uszodában találkozik a mexikói-amerikai Dante Quintanával, aki megtanítja őt úszni. A két fiú a nézeteltéréseik ellenére gyorsan összebarátkozik. Dante jómódú szülei meghívják Arit egy kempingtúrára, ahol mindkét fél csodálja az éjszakai égbolt kiterjedését. A nyár vége felé egy esős estén Dante elmondja Arinak, hogy Quintanáék a következő tanévre Chicagóba költöznek, mivel az apja professzori állást kapott. Dante figyelmét egy madárfióka tereli el, és majdnem elüti egy autó; Ari megsérül, amikor félrelöki őt az útból.
A következő évben Ari örökbe fogad egy kutyát, szülei megajándékozzák egy teherautóval, és lassan kezd beilleszkedni az iskolába. Elkezdi szórakozni az egyik osztálytársával, Elenával. Eközben Dante leveleiben a kibontakozó homoszexualitásáról beszél. Ari végre megtudja, mi okozta Bernardo bebörtönzését – tinédzserként megölt egy transz prostituáltat.
Quintanáék a következő nyár elején hazatérnek. Ari és Dante kihajtanak a sivatagba, ahol Dante megkéri Arit, hogy csókolja meg. A csók miatt Ari kellemetlenül érzi magát, ezért sértegetni kezdi Dantét. Tia Ophelia meghal, és Ari megtudja, a nagycsalád túlnyomó része kitagadta őt, mert női partnerrel élt együtt.
Dante kórházba kerül, miután néhány homofób fiú megtámadta egy sikátorban, miután meglátták őt a barátjával, Daniellel. A feldühödött Ari felkutatja Danielt és az egyik elkövetőt, majd durván rátámad az utóbbira. A szüleivel folytatott beszélgetés során Ari rájön, hogy szerelmes Dantéba. A két fiú kihajt a sivatagba, ahol Ari bevallja az érzéseit. Ari teherautójának hátsó ülésén fekszenek egymás kezét fogva.

## Szereplők
| Szerep                  | Színész         | Magyar hang     |
| ----------------------- | --------------- | --------------- |
| Aristotle "Ari" Mendoza | Max Pelayo      | Kuttner Bálint  |
| Dante Quintana          | Reese Gonzales  | Biró Kristóf    |
| Jaime Mendoza           | Eugenio Derbez  | Fillár István   |
| Soledad Quintana        | Eva Longoria    | Pápai Erika     |
| Liliana Mendoza         | Verónica Falcón | Báthory Orsolya |
| Gina Navarro            | Isabella Gomez  | Dér Marus       |
| Elena Tellez            | Luna Blaise     | Staub Viktória  |
| Sam Quintana            | Kevin Alejandro | Rajkai Zoltán   |
| Tía Ophelia             | Marlene Forte   | Vándor Éva      |

### Magyar változat
- Magyar szöveg: Hagen Péter
- Hangmérnök: Illés Gergely
- Vágó: Sári-Szemerédi Gabriella
- Gyártásvezető: Cabello-Colini Borbála
- Szinkronrendező: Nikas Dániel
- Produkciós vezető: Várkonyi Krisztina

A szinkront a Mafilm Audio Kft. készítette el.

## A film készítése
2017 elején kiderült, hogy Aitch Alberto egy forgatókönyvön dolgozik, amely Benjamin Alire Sáenz regénye alapján készül. 2016-ban Texasba utazott, hogy bemutassa Sáenznek az ötletét, és megbeszéljék a regény adaptációjának jogait; először 2014-ben olvasta a könyvet, és már akkor írt hozzá egy spekulatív forgatókönyvet. 2018 elején felvette a kapcsolatot Lin-Manuel Mirandával – aki a regény hangoskönyvének narrátora volt – és meghívta őt producerként a projektbe. Kyra Sedgwick újonnan indított produkciós cége, a Big Swing Productions 2018-ban csatlakozott a projekthez.
Xolo Maridueña és Reese Gonzales – utóbbi később a filmben is megismételte szerepét – élő felolvasást tartottak Alberto forgatókönyvéből a 2018-as Outfesten. Az élő felolvasásban részt vett még Norma Maldonado, José Zúñiga, Liz Torres, Ana Ortiz, Madison De La Garza, Martin Morales, Norio Chalico és Matt Pascua is.
2021 októberében bejelentették, hogy Max Pelayo és Gonzales alakítják a filmadaptáció címszereplőit. A szereplőgárdához csatlakozott továbbá Eugenio Derbez, Eva Longoria, Verónica Falcón, Isabella Gomez, Luna Blaise és Kevin Alejandro is. Derbez a 3Pas Studios nevében producerként is közreműködik, Valerie Stadler, Ben Odell, Dylan Sellers és Chris Parker (Limelight) mellett. A Boies Schiller Entertainment képviseletében David Boies és Zack Schiller vezető producerként vesznek részt a projektben, míg CJ Barbato társproducerként.
A forgatási munkálatok 2021 októberének elején kezdődtek, és Aitch Alberto rendező november 2-án megerősítette, hogy a forgatás befejeződött.
Sarah J. Coleman, aki a regény borítóját is illusztrálta, csatlakozott a csapathoz, hogy megtervezze a film főcímét és stáblistáját. Alberto azt is elmondta, hogy fontolgatják a regény 2021-es folytatásának filmes adaptációját is.

## Bemutató
Az Aristotle és Dante a világmindenség titkainak nyomában világpremierje a 47. Torontói Nemzetközi Filmfesztiválon volt 2022. szeptember 9-én, majd a további vetítésekre szeptember 11-én és 15-én került sor. Az Amerikai Egyesült Államokban 2023. szeptember 8-án mutatták be a Blue Fox Entertainment forgalmazásában.
2022 augusztusában jelentették be először, hogy a filmet a 2022-es Torontói Nemzetközi Filmfesztivál „Discovery” szekciójában mutatják be, és a premiert követően a jelentések szerint a film forgalmazót keresett. 2023 áprilisában közölték, hogy a Blue Fox Entertainment megszerezte a film észak-amerikai forgalmazási jogait, és a széles körű mozibemutatót 2023 nyarára tervezik.
A film 2023. november 14-én jelent meg a digitális platformokon.

## Fogadtatás
A Rotten Tomatoes weboldalon 88%-os értékelést kapott 49 pozitív kritika alapján, az átlagértékelése 7 pont a 10-ből. Az oldal szöveges összefoglalója szerint: „Az Aristotle és Dante a világmindenség titkainak nyomában kedves, jól megírt felnőtté válási történet, ami gyengédséggel és gondossággal adaptálja a mű eredeti történetét.” A Metacritic oldalán 100-ból 69 pontot kapott 6 kritika alapján, ami „általánosságban kedvező” értékelést jelent.